# Shangton
 (octobre 2023).
Shangton est une paroisse civile et un village du Leicestershire, en Angleterre.